# James Holland (fotbalista)
James Robert Holland (* 15. května 1989, Sydney, Austrálie) je australský fotbalový záložník a reprezentant, který v současné době působí v rakouském klubu FK Austria Wien.

## Klubová kariéra
Holland hrál na seniorské úrovni v Austrálii v klubu Newcastle Jets. V lednu 2009 přestoupil do nizozemského klubu AZ Alkmaar, kde hrál zpočátku v juniorském týmu a teprve později v „áčku“. V lednu 2011 odešel na půlroční hostování do klubu Sparta Rotterdam.

V lednu 2012 podepsal smlouvu s rakouským klubem Austria Wien.

## Reprezentační kariéra
Holland je bývalým mládežnickým reprezentantem Austrálie. Zúčastnil se Mistrovství světa hráčů do 20 let 2009 v Egyptu, kde byl kapitánem týmu.
V A-mužstvu Austrálie přezdívaném Socceroos debutoval v roce 2008.

Trenér Ange Postecoglou ho zařadil na soupisku pro MS 2014 v Brazílii, kde Austrálie skončila bez zisku jediného bodu na posledním čtvrtém místě v základní skupině B.